# Centro cambogiano di documentazione
Il Centro cambogiano di documentazione ((EN)  Documentation Center of Cambodia), chiamato anche DC-Cam, è un'organizzazione non governativa il cui scopo è fare ricerca e documentare il periodo della Kampuchea Democratica (17 aprile 1975 – 7 gennaio 1979) per "la memoria e la giustiza".

## Storia
Nel 1994, il Congresso degli Stati Uniti emanò il Cambodian Genocide Justice Act, che prevedeva la concessione di fondi al Programma genocidio cambogiano dell'Università Yale. L'ufficio di DC-CAM era situato Yale fino al 1 gennaio 1997, allorché diventò un'organizzazione non governativa indipendente.

## Organizzazione
Il centro contiene l'archivio più grande al mondo sul periodo degli khmer rossi, con oltre 155000 pagine di documenti e 6000 fotografie. DC-Cam compie numerose ricerche, offre aiuto e partecipa a progetti educativi che hanno protato alla pubblicazione di molti libri sul periodo degli khmer rossi e all'istituzione di un'iniziativa nazionale di divulgazione del genocidio, specie tra i più giovani; offre inoltre supporto per le vittime e i sopravvissuti del regime degli khmer rossi. DC-Cam è riconosciuta come uno dei più importanti centri di ricerca sul Genocidio cambogiano.
Ad agosto del 2006, l'ex-ambasciatore americano in Cambogia, Joseph Mussomeli, conferì un riconoscimento ai membri e ai volontari del  DC-Cam presso l'ambasciate degli Stati Uniti a Phnom Penh per il loro lavoro di documentazione dei crimini della Kampuchea Democratica. Nel 2007 il direttore del DC-Cam, Youk Chhang, fu incluso nella lista delle "100 persone più influenti" del 2007 del Time magazine, nella sezione  "Eroi e pionieri". Il testo per Youk Chhang è stato scritto dal Senatore John Kerry.